# الأنثى (فلم)
الأنثى فيلم دراما مصري من إنتاج سنة 1986. الفيلم من إخراج حسين الوكيل، وتأليف مصطفى بركات، وإنتاج مدحت الشريف، ومن بطولة ليلى علوي وصلاح ذو الفقار وحسين فهمي وفاروق الفيشاوي وأمينة رزق.

## ملخص الفيلم
تدور أحداث الفلم حول دلال الشابة الجميلة التي تربطها علاقة حب مع سالم، ولكن رجل الأعمال الكبير فكري يطاردها دائما، ويطلب منها الزواج، وعندما حاولت إقناع سالم بالزواج منها لتهرب من مطاردة فكري رفض ذلك، فاضطرت للزواج من شقيقه عطوة، وتتوالى الأحداث، ويكتشف عطوة خيانة شقيقه وزوجته، فيحاول الانتقام منهما، فتهرب دلال عند فكري لتحتمي به.

## طاقم التمثيل
- ليلى علوي بدور دلال
- صلاح ذو الفقار بدور فكري [2]
- حسين فهمي بدور عطوة
- فاروق الفيشاوي بدور سالم
- أمينة رزق بدور الأم
- محمود مسعود بدور شوقي
- ليلى يسري بدور أم دلال
- عزت عبد الجواد بدور عم دلال
- ميمي جمال
- صلاح خليفة
- أحمد عبد لقادر
- عبد الغني ناصر
- أحمد عبد الهادي
- عفاف رشاد
- محمد عياد

## وصلات خارجية
- مقالات تستعمل روابط فنية بلا صلة مع ويكي بيانات